# Hoplosternodes splendens
Hoplosternodes splendens är en skalbaggsart som beskrevs av Louis Burgeon 1946. Hoplosternodes splendens ingår i släktet Hoplosternodes och familjen Melolonthidae. Inga underarter finns listade i Catalogue of Life.